# Bitva o Čching-tao
Bitva o Čching-tao byla jednou z bitev první světové války, ve které ozbrojené síly Německého císařství a Rakouska-Uherska neúspěšně bránily Německem kontrolovaný přístav Čching-tao proti silám Japonského císařství a Velké Británie.

## Počátky obléhání

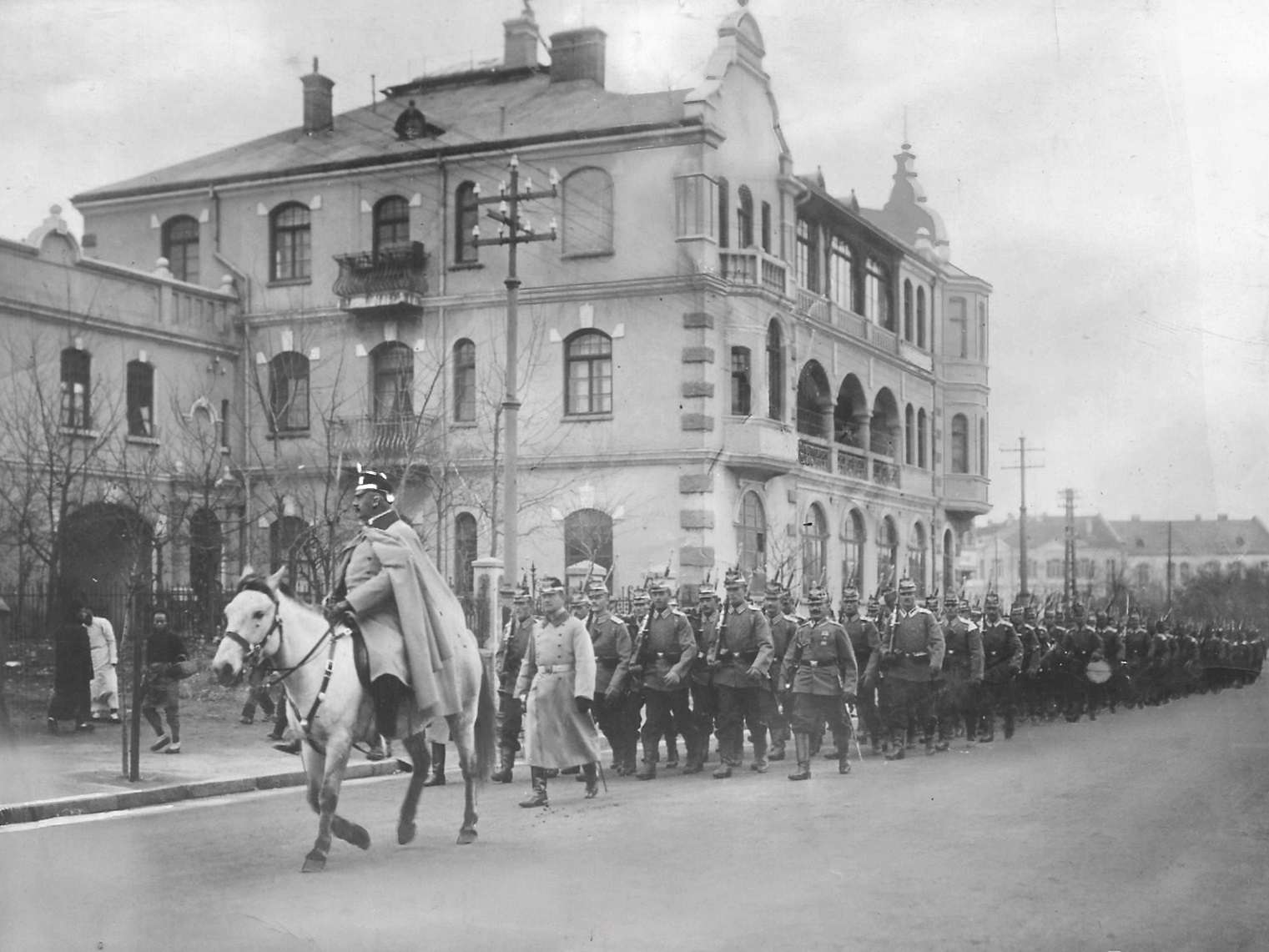
Němečtí vojáci se přesunují na obranné linie

Přístav Čching-tao, ležící na Šan-tungském poloostrově u zátoky Ťiau-čou v Číně, byl hlavní německou námořní základnou v německých koloniích na Dálném Východě. V době vypuknutí války byl základnou německé Východoasijské eskadry křižníků Maximiliana von Spee, která ale přístav v červnu 1914 opustila a nakonec byla zničena v bitvě u Falklandských ostrovů. Po vypuknutí první světové války začaly síly Dohody obsazovat německé kolonie, dobře opevněný přístav Čching-tao však zpočátku nemohly ohrozit. Situace se změnila až po vstupu Japonska do války dne 23. srpna 1914. Dne 27. srpna zahájilo Japonské císařské námořnictvo blokádu přístavu a ve dnech 2.–5. září 1914 se na Šan-tungském poloostrově vylodila japonská vojska, která pevnost postupně obklíčila.

## Síly obránců

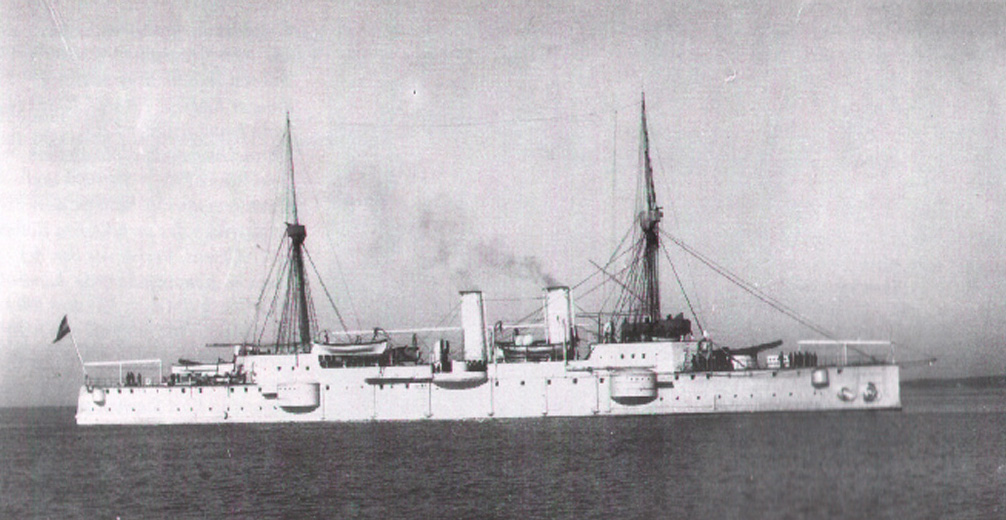
Rakousko-uherský chráněný křižník SMS Kaiserin Elisabeth

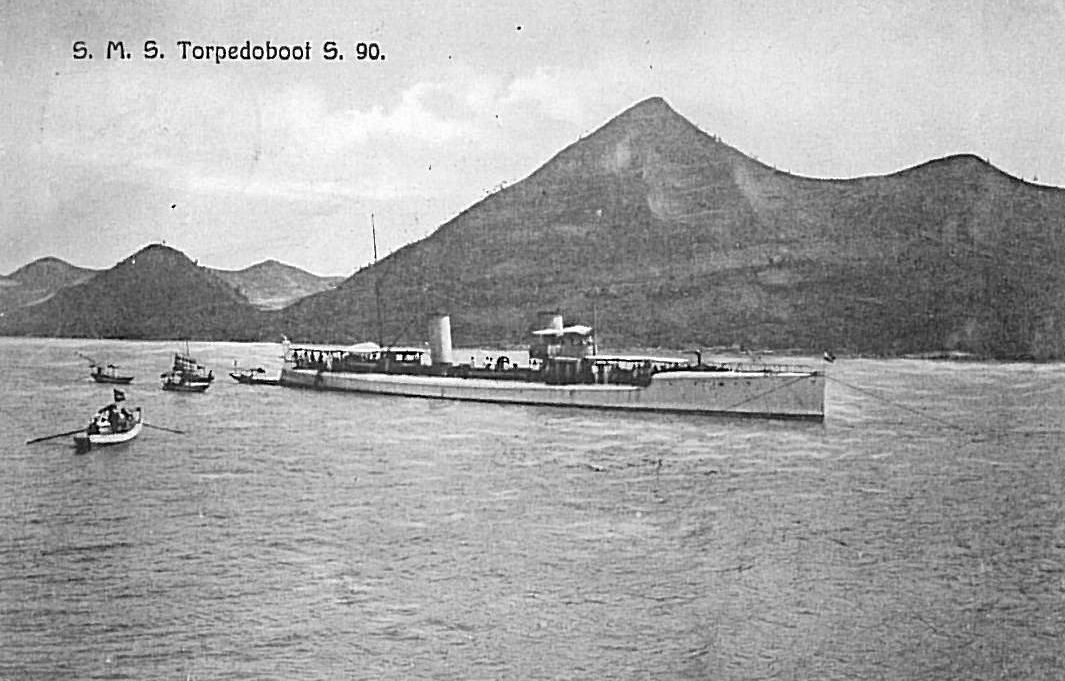
Německý torpédoborec SMS S 90

Přístav Čching-tao chránilo od moře 21 těžkých a středních děl, ze souše 68 těžkých a středních děl a 61 lehkých děl. Obránci měli k dispozici přibližně 4500 mužů, kterým velel německý námořní kapitán Alfred Meyer-Waldeck.
Německé námořnictvo mělo v přístavu jen slabé síly. Dělový člun Cormoran, dělové čluny třídy Iltis – SMS Iltis, SMS Jaguar, SMS Tiger a SMS Luchs, torpédoborce S 90, Taku a minonosku Lauting (říční dělové čluny Vaterland, Otter a dělový člun Tsingtau operovaly mimo přístav a byly internovány tehdy neutrální Čínou). Některé z lodí ale nebyly bojeschopné – například posádky lodí Iltis, Cormoran, Tiger a Luchs přešly na jejich děly nově vyzbrojené pomocné křižníky SMS Cormoran II a SMS Prinz Eitel Friedrich, které přístav opustily, aby se zapojily do křižníkové války proti Dohodě.
Do obrany Čching-taa se zapojil také chráněný křižník Rakousko-uherského námořnictva SMS Kaiserin Elisabeth, jediná rakousko-uherská válečná loď operující v té době na Dálném Východě. Výzbroj křižníku byla částečně demontována pro použití na souši, taktéž posádka byla rozdělena a část obsluhovala zbylá děla při podpoře pozemních jednotek, zatímco ostatní bojovali přímo na souši. Do samotné bitvy se výrazněji zapojily pouze Kaiserin Elisabeth, Jaguar, S 90 a Lauting.

## Průběh boje

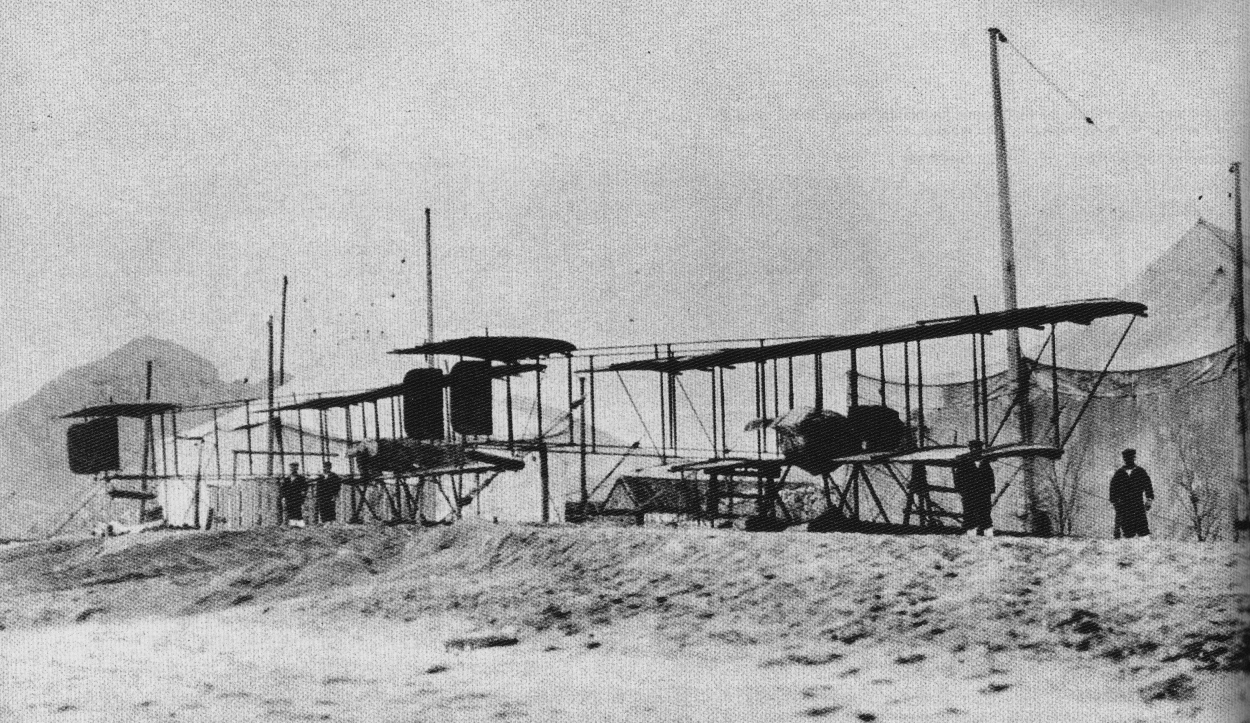
Dva japonské hydroplány Maurice Farman z lodi Wakamija Maru v Tsingtau v roce 1914

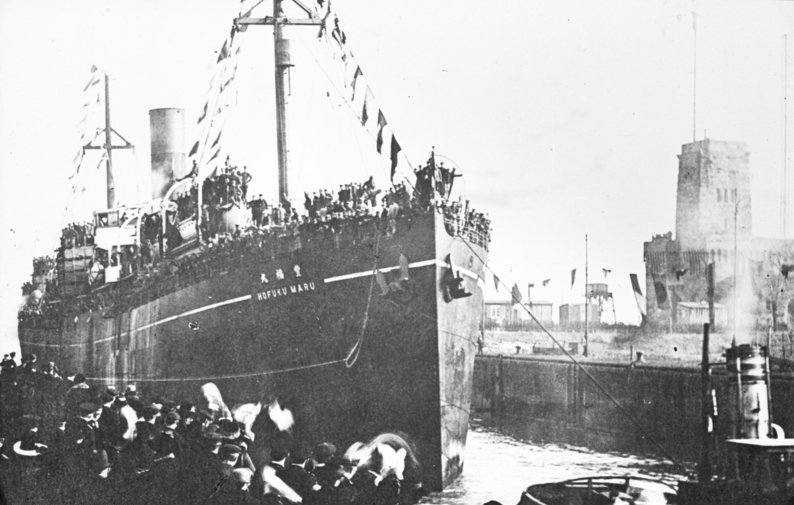
Návrat německých zajatců bránících Čching-tao, 1920

Německá minonoska Lauting na počátku války zaminovala vody okolo přístavu. Torpédoborec S 90 se 22. srpna střetl s britským torpédoborcem Kennet a svou střelbou ho zahnal na ústup (podíl na tom měly i pobřežní baterie). Následujícího dne byla minonoska Lauting poškozena minou.
Námořní blokáda přístavu začala dne 27. srpna, přičemž slabost německých a rakousko-uherských lodí umožnila jejich protivníku nasazení množství starších jednotek. Japonské eskadře velel Sadakiči Kato. Jejím jádrem bylo pět starých původně ruských bitevních lodí, ukořistěných Japonskem za rusko-japonské války. Royal Navy k blokádě přispělo pouze predreadnoughtem HMS Triumph a torpédoborci HMS Usk a HMS Kennet.
Část německých lodí byla na počátku bitvy zničena a jejich výzbroj a posádky byly přesunuty na souš. Dne 28. září byly zničeny lodi Luchs, Iltis, Cormoran, Lauting a Taku.
Po vylodění japonských vojsk začalo obléhání přístavu, přičemž japonské pozice ostřelovaly lodě obránců. Hlavní síly japonské císařské armády o 23 000 mužích při obléhání doplňoval menší britských kontingent o 1500 mužích, kterému velel Nathaniel Walter Barnardiston. Samotné Čching-tao naopak celkem dvanáctkrát ostřelovaly nepoměrně silnější japonské a anglické lodě, aniž by však výrazněji narušily německou obranu. Pobřežní baterie naopak poškodily bitevní loď Triumph, která odplula k opravám. Do útoků proti přístavu se zapojily také letouny z japonského nosiče hydroplánů Wakamija Maru.
Torpédoborec S 90 se jako jediná loď pokusil z přístavu uniknout do internace v Číně. Vyplul 17. října 1914 a ještě té noci narazil na japonský svaz, tvořený starým chráněným křižníkem Takačihó a dělovým člunem Saga. Velitel lodi Brunner na japonské lodě zaútočil a třemi torpédy zasáhl Takačihó, který se potopil s celou posádkou 271 mužů. Následujícího dne S 90 dosáhl čínských břehů, kde ho vlastní posádka potopila a nechala se internovat.

## Kapitulace

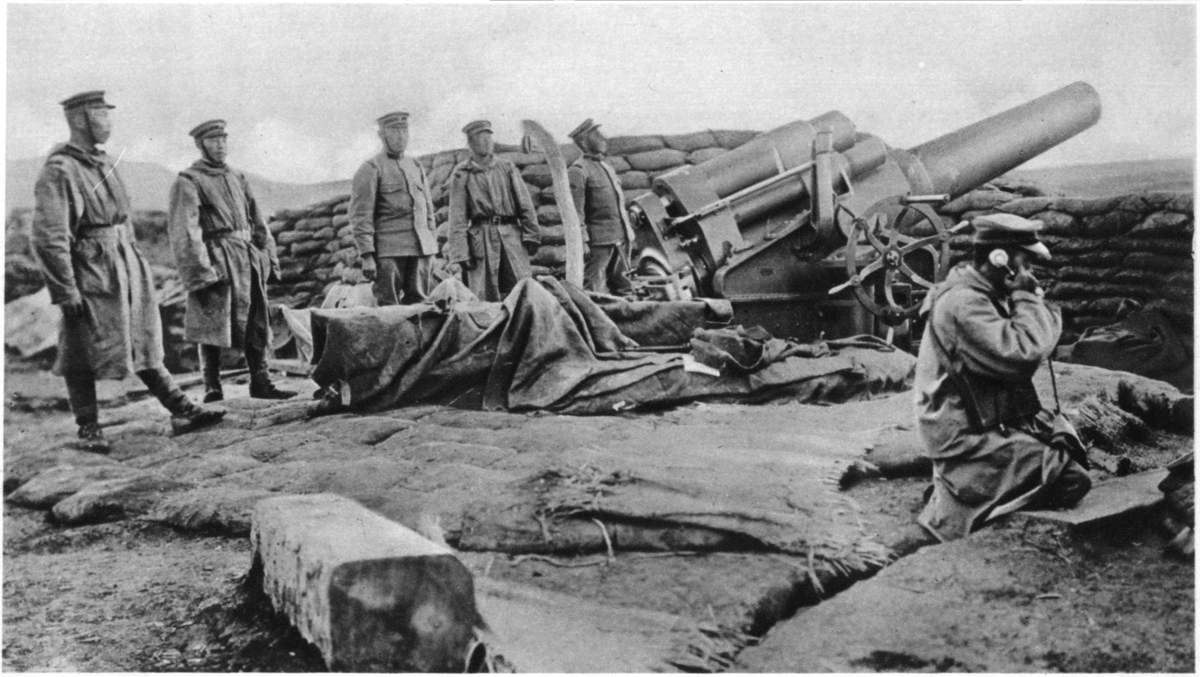
Japonští dělostřelci s 240mm houfnicí typu 45

Mezitím se situace Čching-taa, bráněného proti mnohem početnějším japonsko-anglickým silám, postupně zhoršovala. Jako poslední obránci potopili 31. října dělový člun Tiger, 2. listopadu křižník Kaiserin Elisabeth a 7. listopadu dělový člun Jaguar. Celý přístav kapituloval dne 7. listopadu 1914.
Obránci měli ztráty 199 mrtvých a 293 raněných. Dalších asi 3600 mužů padlo do zajetí a zbytek války strávilo v zajateckých táborech v Japonsku. Zajatí němečtí vojáci se zpět do Německa vrátili až v roce 1920 na palubě lodi Hofuku Maru. Japonská císařská armáda oficiálně přiznala ztrátu 415 zabitých a přibližně 1500 raněných. Britové měli 16 mrtvých a 67 raněných. Obránci ztratili všechny válečné lodě, zatímco Japonci přišli o křižník Takačihó, torpédoborec Širotae, torpédový člun a dvě minolovky (ztráty na palubách japonských lodí činily přibližně 300 mrtvých a 100 raněných).